# Біліарна патологія
Біліарна патологія — низка захворювань та уражень жовчного міхура та жовчовивідних шляхів.
До найбільш поширених уражень цієї групи відносять функціональні розлади жовчного міхура та сфінктера Одді, хронічний некалькульозний (безкам'яний) холецистит та холангіти, холестероз жовчного міхура, жовчнокам'яну хворобу, постхолецистектомічний синдром.
Значно рідше зустрічаються ксантогранульоматозний холецистит, первинний склерозуючий холангіт та онкологічні ураження біліарного тракту (поліпи, рак, тощо).